# Anne Genetet
Anne Genetet, née Frantzen le 20 avril 1963 à Neuilly-sur-Seine (Seine), est une femme politique française.
En 2017, elle est élue députée de la 11e circonscription des Français établis hors de France en tant que candidate La République en marche. Réélue en 2022 sous l'étiquette Renaissance, elle devient vice-présidente du groupe Renaissance à l'Assemblée nationale. Elle est de nouveau élue députée en 2024, à la suite de la dissolution de l'Assemblée nationale le 9 juin 2024, par Emmanuel Macron, président de la République.
Elle est ministre de l'Éducation nationale du 21 septembre au 23 décembre 2024 dans le gouvernement Michel Barnier.

## Famille et formation
Anne Frantzen naît du mariage de Claude Frantzen (1937-2022), ingénieur général de l'armement, et de France Laburthe. Elle épouse Serge Genetet en 1994. Elle obtient le diplôme de docteur en médecine après avoir soutenu sa thèse La consultation du nourrisson en médecine de ville sous le nom d'Anne Frantzen-Genetet puis elle prend le nom d'Anne Genetet. En 2000, elle obtient un diplôme en journalisme médical et communication, tout en travaillant pour la revue médicale Impact médecine. De 2000 à 2005 elle fait partie du groupe Scorpion Communication.
Installée à Singapour à partir de 2005, elle est consultante pour le groupe International SOS, puis pour des organisations non gouvernementales (ONG), sur les conditions de travail du personnel de maison.
Elle crée en 2009 une structure professionnelle de conseil sur les relations employeur - personnel de maison (venant par exemple des Philippines) pour des familles occidentales expatriées à Singapour. Elle offre des cours de cuisine et de premiers secours aux employés de maison, et des conseils aux familles expatriées à l'embauche de ceux-ci.

## Parcours politique

### Députée des Français établis hors de France
Membre de La République en marche, le 18 juin 2017, Anne Genetet est élue députée aux élections législatives dans la 11e circonscription des Français établis hors de France (Europe de l'Est, Russie, Asie et Océanie). Elle bat le député sortant Thierry Mariani, avec 71,72 % des voix contre 28,28 %. Le taux d’abstention est de 77 %.
En janvier 2018, elle est chargée d'une « mission d'information […] à l'Assemblée nationale pour examiner la fiscalité et la protection sociale des expatriés ». En février 2018, elle s'oppose à une hausse de cotisations pour les Français non-résidents, en compensation de la hausse de la contribution sociale généralisée, mesure qui sera finalement annulée.
Elle est réélue députée en 2022 et 2024. Elle a été membre de la commission de la Défense nationale et des Forces armées entre 2022 et juillet 2024.
Elle a été membre de la commission d'enquête « relative aux révélations des Uber Files : l'ubérisation, son lobbying et ses conséquences » du 31 janvier 2023 au 11 juillet 2023.

### Conseillère municipale d'Escamps
En mars 2020, elle est élue au conseil municipal d'Escamps, dans le Lot,.

### Ministre de l'Éducation nationale
Le 21 septembre 2024, Anne Genetet est nommée ministre de l'Éducation nationale dans le gouvernement Barnier.
Sa nomination, poussée par le camp de Gabriel Attal, « surprend » le monde enseignant, comme le rapporte le magazine Le Point. En particulier les principaux syndicats enseignants, qui ne lui attribuent aucune expérience en éducation durant son parcours et évoquent une potentielle « erreur de casting ». De même, le Syndicat national des collèges et des lycées (SNCL-FAEN) est « surpris du profil de madame la ministre de l’Éducation nationale, pour la simple et bonne raison qu’un médecin, quelqu’un qui n’est pas issu, de près ou de loin, du monde de l’éducation, ça peut susciter de la surprise ».
Le 24 décembre 2024, elle cède sa place de ministre à Élisabeth Borne, membre du nouveau gouvernement Bayrou, après seulement trois mois en poste.

## Polémiques

### Formation et conseil en recrutement de domestiques
En septembre 2024, des médias rappellent des propos qu'Anne Genetet a tenus lors de son expatriation à Singapour durant les années 2010, période où elle dirigeait une entreprise de formation et de conseil en recrutement de domestiques. Elle recommande de ne pas donner de congés payés à ces employés ou de ne pas employer de personnes endettées. D'autres remarques sont également jugées racistes et essentialisantes voire néocolonialistes par divers sociologues et militants politiques, perpétuant des stéréotypes sur les travailleurs asiatiques vus comme dociles et plus travailleurs,.

## Décoration
Anne Genetet est ex officio commandeur de l'ordre des Palmes académiques en tant que ministre de l'Éducation nationale.